# Olha Rapaj-Markisz
Olha Perecwina Rapaj-Markisz, ukr. Ольга Перецівна Рапай-Маркіш (ur. 1 sierpnia 1929 w Charkowie, zm. 1 lutego 2012 w Tel Awiwie) – ukraińska artystka. Autorka ceramicznych dekoracji na budynkach w Kijowie. Pracując w Kijowskiej Eksperymentalnej Fabryce Ceramiki Artystycznej, projektowała figurki, obrazy na porcelanie i naczyniach.

## Życiorys
Olha Pereciwna Markіsz urodziła się 1 sierpnia 1929 roku w Charkowie jako córka Zinaidy Joffe i Pereca Markisza. Jej ojciec był żydowskim pisarzem, a matka tłumaczką. Matka zostawiła męża, będąc jeszcze w ciąży z Olhą. W 1930 roku zostawiła córkę u dziadków w żydowskiej osadzie w Zaporożu, a sama podjęła pracę jako pielęgniarka i tłumaczka w Armii Czerwonej. W 1934 roku wyszła ponownie za mąż za Borisa Tkaczenkę i zabrała Olhę do Kijowa. W 1937 roku Tkaczenko podczas wielkiego terroru został aresztowany i zabity. Zgodnie z prawem matka Olgi jako żona przestępcy również została aresztowana i wysłana do gułagu. Ponieważ Olha nie była córką Tkaczenki, została wysłana do Moskwy, gdzie zamieszkała z ojcem, jego nową żoną Esterą i synami Szymonem i Dawidem. Podczas II wojny światowej Perec wywiózł rodzinę do Taszkentu w Uzbekistanie. W 1947 roku matka wróciła z gułagu i razem z Olhą zamieszkały w Kijowie. Olha rozpoczęła studia w Instytucie Historii Sztuki. W 1949 roku w Związku Radzieckim rozpoczęła się fala procesów poetów żydowskich. NKWD aresztowało wtedy członków komitetu antyfaszystowskiego, w tym ojca Olgi, który został stracony w 1952 roku. Jego rodzina, w tym także Olha, jako wrogowie państwa została zesłana na 10 lat do Kazachstanu.
Olha Markisz na początku lat 50. XX wieku związała się z Nikołajem Rapajem. Pobrali podczas jego wizyty w Kazachstanie. Tam urodziła córkę Ekaterinę. Po śmierci Stalina w 1955 roku Olha została zwolniona i wróciła do Kijowa, gdzie w 1956 roku skończyła studia na wydziale rzeźby. Podjęła pracę w KEKHZ. W 1967 roku odeszła z zakładu. Po 70. urodzinach, które obchodziła w swoim mieszkaniu w Kijowie, wyjechała do Izraela. Była chora i tam otrzymała odpowiednią opiekę lekarską. Mieszkała w domu opieki. Zmarła 1 lutego 2012 roku. Pochowano ją w Tel Awiwie.

## Twórczość
Olha Rapaj rozpoczęła pracę w Kijowskiej Eksperymentalnej Fabryce Ceramiki Artystycznej (KEKHZ). Projektowała porcelanowe figurki z wizerunkami znanych artystów i kobiet w ukraińskich strojach ludowych. Jej projekty trafiały potem na linię produkcyjną w Połońskim Zakładzie Ceramiki Artystycznej i Fabryce porcelany „Korosteń”. Najbardziej znanymi dziełami z tego okresu są figurki znanych śpiewaków operowych Belli Rudenko i Łarisy Rudenko, cyrkowca Olega Popowa, Marcela Marceau i Charliego Chaplina. Nie miała jednak praw autorskich do swoich projektów. Z fabryką współpracowała do 1967 roku. W tym samym roku zorganizowała swoją pierwszą indywidualną wystawę porcelany. Ulubionym tematem jej twórczości były figurki klaunów i arlekinów. Jej prace były prezentowane na jubileuszowej wystawie artystów z KEKHZ w 2004 roku oraz na wystawie ceramiki w 2007 roku, którą zorganizowało Narodowe Muzeum Sztuki Ukrainy.

### Architektura

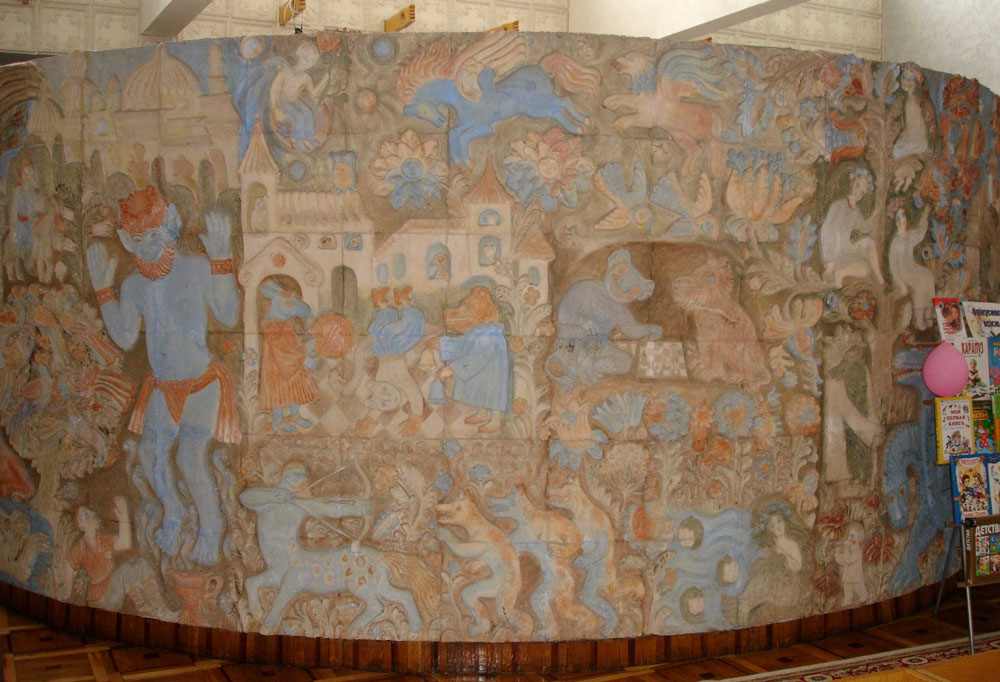
Panel w Narodowej Bibliotece dla dzieci w Kijowie autorstwa Olgi Markisz Rapaj

Przygotowywała również duże prace ceramiczne. Wykonała około 15 takich dużych projektów w Kijowie.
- 1968 – panel z motywami baśniowymi na ścianie centrum handlowego. Nie zachował się[4].
- 1969 – z Iwanem Marczukiem i W. Mielnikowem wykonała mozaikowy panel Kochaj książkę–źródło wiedzy (Lubіtʹ knigu –dżerieło znanʹ) na bocznej ścianie budynku szkoły nr 82 przy ulicy Mykoły Szpaka w Kijowie. Uważany za jedną z najlepszych prac lat 60. XX wieku[4].
- Na początku lat 70. XX wieku powstały panele w restauracjach „Sławuticz” Młody Kijów (Kijew mołodoj), Starożytny Kijów (Kijew Driewnij) i Kraków (Krakow)[4].
- Nieistniejące już, a utrwalone na fotografiach, prace w dwóch jadalniach hotelu „Bratysława”. W znajdującej się na parterze sali słowiańskiej umieszczono ceramiczne płytki z herbami miast partnerskich Kijowa, a we fryzie – dziesięć kobiecych płaskorzeźb przedstawiających ludy słowiańskie. Wśród nich były Ukrainki, Rosjanki i Białorusinki niosące razem girlandę z róż. W drugiej restauracji na piętrze noszącej nazwę „Kijów” znalazły się rzeźby legendarnych założycieli Kijowa: Kija, Szczeka i Chorywa[4]. Gdy budynek przeszedł w prywatne ręce, jej prace zostały zniszczone[2].
- Przygotowała dekoracje do oddanego w 1978 roku budynku Biblioteki Narodowej Ukrainy dla Dzieci. Między innymi jest autorką panelu znajdującego się na pierwszym piętrze pokoju bajek. Otrzymał on nazwę Pierwopieczatniki i opowiada historię druku, zaczynając od Babilonii i Egiptu, a kończąc na Gutenbergu[7]. W czytelni muzycznej znalazło się ceramiczne drzewo Muzykalnoje dieriewo, a w holu wazony[2][4].
- Panel na Domu Narodowych Zespołów Twórczych przy Bulwarze Tarasa Szewczenki 50-52 przygotowała razem z Oleksandrem Dumczewem. Podczas remontu w 2000 roku został on zabezpieczony[2][8][9].
- Ceramiczne żyrandole w Instytucie Fizjologii im. A. Bogomolca nie zachowały się[4].

## Dziedzictwo
- 2015 – pośmiertna wystawa prac nosząca nazwę Hraciji ta błazni. Powstał również z tej okazji katalog z opisami dzieł[5][10].
- 2017 – wystawa w Muzeum Narodowym Tarasa Szewczenki Olha Rapaj-Markіsz. Powierniennia[8].
- 2017 – z okazji wystawy w Muzeum Tarasa Szewczenki ukazał się album Olha Rapaj-Markіsz: żyttia ta tworczіstʹ, wydany przez wydawnictwo Duch і Łіtiera. Zamieszczono w nim wywiady z artystką oraz z jej bliskimi i znajomymi[11].
- 2019 – wystawę Moje żyttia składałosia z mojich robit… (Moje życie składało się z moich prac…) z okazji 90. rocznicy urodzin artystki zorganizowało Muzeum Książki i Drukarstwa w Ostrogu. Ludmiła Karpinska-Romaniuk zaprezentowała książkę Farfor Olgi Rapaj[6].
- Narodowe Muzeum Sztuki Dekoracyjnej w Kijowie posiada około 40 jej prac, a kolekcja arlekiny jest prezentowana na wystawie stałej[12].